# 全日本中学野球選手権大会 ジャイアンツカップ
全日本中学野球選手権大会 ジャイアンツカップ（ぜんにほんちゅうがくやきゅうせんしゅけんたいかい）は、硬式野球の中学年代クラブチーム日本一を争う全国大会として毎年8月に開催されているトーナメントである。

## 概要
1994年、読売ジャイアンツ60周年事業の一環として、「ジャイアンツカップ全国少年野球大会」の名称で開始された。当初は小学生部門・中学生部門の2部門で開催されたが、2005年の第12回大会より中学部門のみとなった。
中学年代の硬式野球においては、他の競技のように統括団体が存在せず、複数の団体が独自の活動を行っている。本大会は主要7リーグがすべて参加する唯一の大会であり、事実上この年代の硬式野球クラブチーム日本一決定戦となっていた。2007年からは日本野球連盟の公認を受け「全日本中学野球選手権大会 ジャイアンツカップ」と改称し、それまでの交流大会から、正式な全日本選手権に格上げとなった。
将来的には、この大会からU-15世代の日本代表チームを編成し、世界野球ソフトボール連盟（WBSC）の大会に参加することを目指している。なお現在WBSCのU15ワールドカップにチームを送り込んでいるのはリトルシニアの選抜チームである。
閉会・表彰式では、関東圏で巨人戦が開催されたり、基から試合が組まれていない日は、主催者の読売ジャイアンツ監督が出席し、出場チームの労をねぎらう挨拶を行うほか、優勝など上位入賞チームにトロフィーなど記念品を贈呈する。

## 歴史
1994年に開始。第1回はリトル（小学生年代）・シニア（中学生年代）、ボーイズ、ポニーのみの参加だったが、開催を追うごとに参加団体は増加。
2005年第12回大会からは中学生部門のみとなるとともに、全国主要7リーグ（シニア、ボーイズ、ポニー、ヤング、サン、フレッシュ、ジャパン）すべてが参加することとなった。
2007年、日本野球連盟が公認する正式な全日本選手権となる。2020・21年は中止。

## 大会概要
以下は2024年度大会のものをベースに一部加筆。
- 主催 日本野球連盟、読売新聞社、読売巨人軍、日本テレビ放送網、報知新聞社
- 主管 日本中学校硬式野球協議会（加盟団体：日本リトルシニア中学硬式野球協会=リトルシニア、日本少年野球連盟=ボーイズリーグ、日本ポニーベースボール協会、全日本少年硬式野球連盟=ヤングリーグ、九州硬式少年野球協会=フレッシュリーグ＜旧ジャパンリーグを統合＞、全国少年硬式野球協会=サンリーグ）
- 特別協賛　ブシロード
- 協賛　クレディセゾン
- 会場　ジャイアンツタウンスタジアムほか首都圏15ヶ所（2025年度）の球場で分散開催。決勝のみ東京ドーム。
  - 使用された球場一覧（太字は2025年の試合会場）
    - 東京都　東京ドーム、大田スタジアム、ジャイアンツタウンスタジアム、江戸川区球場、上柚木公園野球場、立川公園野球場、八王子市民球場、府中市民球場、明治大学内海・島岡ボールパーク、読売ジャイアンツ球場、多摩市一本杉公園野球場、福生市営福生野球場
    - 千葉県　市川市国府台球場、県立柏の葉公園野球場、習志野市秋津球場
    - 埼玉県　朝霞中央公園野球場、川口市営球場、さいたま市営大宮球場
    - 神奈川県　神奈川工科大学KAITスタジアム
- 参加チーム数　32チーム
  - 内訳

  1. 所属リーグ枠28。各競技団体別の判断により参加チーム数を決定する。
    1. リトルシニア　9チーム
    2. ボーイズリーグ　10チーム
    3. ポニーリーグ　3チーム
    4. ヤングリーグ　3チーム
    5. フレッシュリーグ　2チーム
    6. 旧ジャパンリーグ　1チーム

  2. 地域代表枠4。地域予選の優勝（北海道は準優勝も）を対象とする。
    1. 北海道　2チーム
    2. 四国　1チーム
    3. 沖縄　1チーム
- 放送　日テレG+にて決勝戦を含む一部の試合生中継（大会期間終了後録画中継もあり）、日本テレビ（関東ローカル）でハイライト番組を放映。

## 試合規定
今大会は原則として当該年度の公認野球規則、および大会特別規定を適用して開催する。
- 各チームは原則としてその会場の前の試合の4回終了時（ただし、4回時点でのコールドゲームが成立した場合は試合終了後。第1試合については試合開始40分前）までに所定のメンバー表を競技委員会に提出して審判員立会いの下で先攻・後攻を決める。また投手の投球回数申告用紙（各投手それぞれに前の試合までの投球回数を記入すること）も提出する。
- 試合は原則として7回イニングス制とし、4回終了時点を持って成立（コールドゲーム）とする。また試合成立後、雨天などやむをえない事情で試合を中止する場合のコールドゲームとなった場合は、両チームが攻撃の完了した均等回までの成績を対象とする。
- コールドゲーム宣告の時点での引き分けの場合、打ち切り時点におけるメンバー9人ずつによる抽選で次の試合に進出するチームを決める。
- また4回を満たさずに試合が中止となった場合はサスペンデッドゲームとして、後日大会本部が指定した会場・日時で続きを行う。
- 得点差によるコールドは4回以後終了時点で10点差以上ついた場合に適用する（決勝戦は対象外）。
- また7回を終了した時点で同点になった場合は延長戦とするが、延長10回、もしくは10回を満たさなくても試合開始から2時間以上を経過した場合にはタイブレーク方式により延長を再開する。（決勝戦に限り延長戦は試合開始2時間20分を経過した段階で打ち切り。同点の場合は引き分けで双方優勝扱い）
  - タイブレークは延長11回（もしくは10回を満たさずに2時間以上を経過した場合はその次のイニング）から、1アウト満塁の状態で再開する。この場合、前のイニングの打撃を完了した選手の次の打順の選手が最初の打者となり、走者は1塁から順に前のイニングの最後から数えて3人の打者が勤める。（怪我などその他の理由での代打と代走は認める）
  - 投手のノーヒットノーランは認めるが、完全試合は認めない。またタイブレークにより出塁した3人の選手は自責点扱いしない。
  - 打者はタイブレークにより出塁した3人の選手は出塁の記録は認めないが、盗塁（盗塁死を含む）、得点、残塁は記録する。
- 投手は同じ日に7イニングス以上、また2日間連続（もしくはダブルヘッダーによる連投の場合も含め）10イニングス以上の投球は禁ずる。また0/3～2/3イニングの端数についてはそれぞれの試合ごとに切り上げて1回の扱いとする。
- 打者（次の打者も）・走者は危険防止のため必ず両耳に安全ガードを付けたヘルメットを装着すること。保守も防護ヘルメットや所定の防具を装着すること。
- 怪我などの理由により一時的に出場できない選手に対して「特別代走」を認める。この場合、その打者の最も近い打撃を終えた投手以外の選手を対象とする。
- 監督・コーチは1試合につきマウンドへいけるのは2回まで。（投手交代の場合は回数に数えない）3度以上マウンドに行ったら、その時点の投手は自動的に交代しなければいけない。また延長戦になった場合はそれ以前の回数に関係なく、3イニングスごとに1回だけ投手のところへいくことは認める。

## 歴代優勝チーム

### 全国中学生硬式野球交流大会
- 1回 1994年度　調布リトルシニア（東京都）
- 2回 1995年度　中本牧リトルシニア（神奈川県）
- 3回 1996年度　兵庫尼崎（ボーイズ）（兵庫県）
- 4回 1997年度　大東畷（大阪府）
- 5回 1998年度　京都田辺ボーイズ（京都府）
- 6回 1999年度　瀬谷リトルシニア（神奈川県）
- 7回 2000年度　横浜泉中央ボーイズ（神奈川県）
- 8回 2001年度　浜松リトルシニア（静岡県）
- 9回 2002年度　オール枚方ボーイズ（大阪府）
- 10回 2003年度　緑中央リトルシニア（神奈川県）
- 11回 2004年度　武蔵府中リトルシニア（東京都）
- 12回 2005年度　松本南リトルシニア（長野県）
- 13回 2006年度　佐倉リトルシニア（千葉県）

### 全日本中学野球選手権大会
| 回 | 年度   | 優勝チーム                                   | 準優勝チーム                                 |
| -- | ------ | -------------------------------------------- | -------------------------------------------- |
| 1  | 2007年 | ジュニアホークスボーイズ（大阪府）           | 湘南クラブボーイズ（神奈川県）               |
| 2  | 2008年 | オール枚方ボーイズ（大阪府）                 | 和歌山北ボーイズ（和歌山県）                 |
| 3  | 2009年 | 世田谷西リトルシニア（東京都）               | 和歌山リトルシニア（和歌山県）               |
| 4  | 2010年 | オール枚方ボーイズ（大阪府）                 | 湘南クラブボーイズ（神奈川県）               |
| 5  | 2011年 | 飯塚ライジングスターボーイズ（福岡県）       | 神戸須磨クラブヤング（兵庫県）               |
| 6  | 2012年 | 湘南クラブボーイズ（神奈川県）               | 東京神宮リトルシニア（東京都）               |
| 7  | 2013年 | オール枚方ボーイズ（大阪府）                 | 糸島ボーイズ（福岡県）                       |
| 8  | 2014年 | 佐倉リトルシニア（千葉県）                   | 京都南山城ボーイズ（京都府）                 |
| 9  | 2015年 | 羽曳野ボーイズ（大阪府）                     | 小樽リトルシニア（北海道）                   |
| 10 | 2016年 | 湘南ボーイズ（神奈川県）                     | 福岡ボーイズ（福岡県）                       |
| 11 | 2017年 | 佐倉リトルシニア（千葉県）                   | 小山ボーイズ（栃木県）                       |
| 12 | 2018年 | 大淀ボーイズ（大阪府）                       | 東練馬リトルシニア（東京都）                 |
| 13 | 2019年 | 世田谷西リトルシニア（東京都）               | 東練馬リトルシニア（東京都）                 |
| 14 | 2020年 | 新型コロナウイルスの感染拡大の影響で開催中止 | 新型コロナウイルスの感染拡大の影響で開催中止 |
| 15 | 2021年 | 同上                                         | 同上                                         |
| 16 | 2022年 | 取手リトルシニア（茨城県）                   | 京葉ボーイズ（千葉県）                       |
| 17 | 2023年 | 世田谷西リトルシニア（東京都）               | 静岡裾野リトルシニア（静岡県）               |
| 18 | 2024年 | 中本牧リトルシニア（神奈川）                 | 橿原磯城リトルシニア（奈良県）               |
| 19 | 2025年 | 世田谷西リトルシニア（東京都）               | 旭川大雪ボーイズ                             |

## 主なNPB入団選手
| 指名年 | 選手名       | 指名球団（指名順位） | 出身チーム                         | 出場年                 |
| ------ | ------------ | -------------------- | ---------------------------------- | ---------------------- |
| 1998年 | 五十嵐亮太   | ヤクルト（2位）      | 千葉北リトルシニア                 | 1994年                 |
| 1998年 | 笹川隆       | ダイエー（6位）      | 新宿ヴァリアンツボーイズ           | 1995年                 |
| 1999年 | 東出輝裕     | 広島（1位）          | 鯖江ボーイズ                       | 1994年                 |
| 1999年 | 小池正晃     | 横浜（6位）          | 中本牧リトルシニア                 | 1995年                 |
| 1999年 | 矢口哲朗     | 中日（6位）          | 川越全クラブボーイズ               | 1995年                 |
| 2000年 | 河内貴哉     | 広島（1位）          | 杉並リトルシニア                   | 1996年                 |
| 2000年 | 福沢卓宏     | 中日（2位）          | 兵庫尼崎ボーイズ                   | 1996年                 |
| 2000年 | 米野智人     | ヤクルト（3位）      | 札幌新琴似リトルシニア             | 1995年・1996年         |
| 2000年 | 岡本浩二     | 阪神（3位）          | 豊田リトル                         | 1994年                 |
| 2000年 | 苫米地鉄人   | 広島（6位）          | 調布リトルシニア                   | 1995年・1996年         |
| 2001年 | 長崎伸一     | ロッテ（3位）        | 橿原コンドルボーイズ               | 1994年                 |
| 2002年 | 今江敏晃     | ロッテ（1位）        | 京都田辺ボーイズ                   | 1997年・1998年         |
| 2002年 | 近藤一樹     | 近鉄（7位）          | 相模原ホワイトイーグルス           | 1998年                 |
| 2003年 | 泉正義       | ヤクルト（4位）      | 瀬谷リトルシニア                   | 1999年                 |
| 2003年 | 岩崎達郎     | 中日（5位）          | 瀬谷リトルシニア                   | 1999年                 |
| 2003年 | 大西宏明     | 近鉄（7位）          | 堺ビッグボーイズ                   | 1995年                 |
| 2003年 | 池田剛基     | 日本ハム（7位）      | 札幌新琴似リトルシニア             | 1999年                 |
| 2004年 | 内海哲也     | 巨人（自由）         | 京都田辺ボーイズ                   | 1997年                 |
| 2004年 | 黒瀬春樹     | 西武（2巡）          | 岐阜ビクトリーボーイズ             | 2000年                 |
| 2004年 | 庄田隆弘     | 阪神（6巡）          | 橿原コンドルボーイズ               | 1994年                 |
| 2005年 | 定岡卓摩     | ソフトバンク（7巡）  | 福岡ボーイズ                       | 1998年                 |
| 2005年 | 金城宰之左   | 広島（7巡）          | 宜野湾ポニーズ                     | 2001年                 |
| 2005年 | 小山良男     | 中日（8巡）          | 中本牧リトルシニア                 | 1995年                 |
| 2005年 | 辻本賢人     | 阪神（8巡）          | 兵庫尼崎ボーイズ                   | 2000年                 |
| 2006年 | 梅田浩       | 巨人（8巡）          | 松山プリンスボーイズ               | 1998年                 |
| 2006年 | 小斉祐輔     | ソフトバンク（育成） | 河南リトルシニア                   | 1998年                 |
| 2006年 | 中谷翼       | 広島（育成）         | オール枚方ボーイズ                 | 1999年                 |
| 2007年 | 大嶺祐太     | ロッテ（1巡）        | 八重山ポニーズ                     | 2003年                 |
| 2007年 | 北篤         | 横浜（1巡）          | 小松加賀リトルシニア               | 2003年                 |
| 2007年 | 吉川光夫     | 日本ハム（1巡）      | 福岡ニュースターズボーイズ         | 1998年                 |
| 2007年 | 福田永将     | 中日（3巡）          | 緑中央リトルシニア                 | 2003年                 |
| 2007年 | 金刃憲人     | 巨人（希望）         | 兵庫尼崎ボーイズ                   | 1996年                 |
| 2007年 | 今浪隆博     | 日本ハム（7巡）      | 小倉バディーズボーイズ             | 1999年                 |
| 2008年 | 山本斉       | ヤクルト（3巡）      | ジュニアホークスボーイズ           | 2004年                 |
| 2008年 | 加治前竜一   | 巨人（4巡）          | 橿原コンドルボーイズ               | 2000年                 |
| 2008年 | 籾山幸徳     | 巨人（育成）         | 八尾フレンドボーイズ               | 1997年                 |
| 2008年 | 杉本昌都     | 横浜（育成）         | 兵庫播磨リトルシニア               | 2004年                 |
| 2009年 | 甲斐拓哉     | オリックス（1巡）    | 松本南リトルシニア                 | 2005年                 |
| 2009年 | 近田怜王     | ソフトバンク（3巡）  | 三田リトルシニア                   | 2005年                 |
| 2009年 | 柳川洋平     | ソフトバンク（育成） | 横浜泉中央ボーイズ                 | 2004年                 |
| 2009年 | 加藤聡       | 中日（育成）         | 大阪泉北ボーイズ                   | 2001年                 |
| 2009年 | 中村亘佑     | 広島（育成）         | 中本牧リトルシニア                 | 2009年                 |
| 2010年 | 一二三慎太   | 阪神（2巡）          | ジュニアホークスボーイズ           | 2007年                 |
| 2010年 | 西川遥輝     | 日本ハム（2巡）      | 和歌山打田タイガース               | 2005年・2006年         |
| 2010年 | 荒波翔       | 横浜（3巡）          | 戸塚リトルシニア                   | 2000年                 |
| 2010年 | 南貴樹       | ソフトバンク（3巡）  | 武蔵府中リトルシニア               | 2006年                 |
| 2010年 | 谷口雄也     | 日本ハム（5巡）      | 四日市ボーイズ                     | 2005年                 |
| 2010年 | 佐藤貴規     | ヤクルト（育成）     | 東北リトルシニア                   | 2006年                 |
| 2011年 | 高橋周平     | 中日（1巡）          | 湘南クラブボーイズ                 | 2007年                 |
| 2011年 | 石川慎吾     | 日本ハム（3巡）      | 大阪南海ボーイズ                   | 2007年                 |
| 2011年 | 岡島豪郎     | 楽天（4巡）          | 太田ボーイズ                       | 2004年                 |
| 2012年 | 白崎浩之     | DeNA（1巡）          | 岩見沢リトルシニア                 | 2004年                 |
| 2012年 | 坂口真規     | 巨人（5巡）          | 和歌山打田タイガース               | 2005年                 |
| 2012年 | 今井金太     | DeNA（育成）         | 広島ボーイズ                       | 2009年                 |
| 2013年 | 森友哉       | 西武（1巡）          | 堺中央ボーイズ                     | 2010年                 |
| 2013年 | 中村祐太     | 広島（5巡）          | 一南スピリッツ                     | 2009年                 |
| 2013年 | 奥浪鏡       | オリックス（6巡）    | 広島ボーイズ                       | 2009年                 |
| 2013年 | 岸本淳希     | 中日（育成）         | 鯖江ボーイズ                       | 2010年                 |
| 2014年 | 岡本和真     | 巨人（1巡）          | 橿原磯城リトルシニア               | 2010年                 |
| 2014年 | 戸根千明     | 巨人（2巡）          | 京田辺ボーイズ                     | 2005年                 |
| 2014年 | 山田遥楓     | 西武（5巡）          | 佐賀藤本BBC                        | 2011年                 |
| 2015年 | 小笠原慎之介 | 中日（1巡）          | 湘南ボーイズ                       | 2010年・2012年         |
| 2015年 | 重信慎之介   | 巨人（2巡）          | 佐倉リトルシニア                   | 2006年・2008年         |
| 2015年 | 廣岡大志     | ヤクルト（2巡）      | 松原ボーイズ                       | 2012年                 |
| 2015年 | 野田昇吾     | 西武（3巡）          | 伊都ベースボールクラブ             | 2007年                 |
| 2015年 | 山崎晃大朗   | ヤクルト（3巡）      | 和歌山北ボーイズ                   | 2008年                 |
| 2015年 | 西川龍馬     | 広島（5巡）          | 大正リトルシニア                   | 2007年                 |
| 2015年 | 吉田凌       | オリックス（5巡）    | 兵庫北播リトルシニア               | 2011年                 |
| 2015年 | 姫野優也     | 日本ハム（8巡）      | 枚方ボーイズ                       | 2010年・2012年         |
| 2015年 | 長谷川潤     | 巨人（育成）         | 武蔵府中リトルシニア               | 2004年・2006年         |
| 2015年 | 樋越優一     | ソフトバンク（育成） | 東練馬リトルシニア                 | 2008年                 |
| 2015年 | 網谷圭将     | DeNA（育成）         | 千葉市リトルシニア                 | 2012年                 |
| 2016年 | 藤平尚真     | 楽天（1巡）          | 千葉市リトルシニア                 | 2012年・2013年         |
| 2016年 | 松尾大河     | DeNA（3位）          | 枚方ボーイズ                       | 2013年                 |
| 2016年 | 九鬼隆平     | ソフトバンク（3巡）  | 枚方ボーイズ                       | 2012年・2013年         |
| 2016年 | 石原彪       | 楽天（8巡）          | 京都南山城ボーイズ                 | 2013年                 |
| 2016年 | 佐野恵太     | DeNA（9巡）          | 倉敷ビガーズ                       | 2009年                 |
| 2016年 | 坂本一将     | オリックス（育成）   | 武蔵府中リトルシニア               | 2004年                 |
| 2017年 | 鍬原拓也     | 巨人（1巡）          | 橿原磯城リトルシニア               | 2010年                 |
| 2017年 | 東克樹       | DeNA（1巡）          | 四日市ボーイズ                     | 2009年                 |
| 2017年 | 蔵本治孝     | ヤクルト（3巡）      | 兵庫伊丹                           | 2008年                 |
| 2017年 | 金久保優斗   | ヤクルト（5巡）      | 佐倉リトルシニア                   | 2014年                 |
| 2017年 | 田浦文丸     | ソフトバンク（5巡）  | 糸島ボーイズ                       | 2013年                 |
| 2017年 | 西浦颯大     | オリックス（6巡）    | 熊本北リトルシニア                 | 2014年                 |
| 2017年 | 山足達也     | オリックス（8巡）    | 枚方ボーイズ                       | 2008年                 |
| 2017年 | 山本祐大     | DeNA（8巡）          | 大正リトルシニア                   | 2012年                 |
| 2018年 | 小園海斗     | 広島（1巡）          | 枚方ボーイズ                       | 2013年・2015年         |
| 2018年 | 藤原恭大     | ロッテ（1巡）        | 枚方ボーイズ                       | 2013年・2015年         |
| 2018年 | 太田椋       | オリックス（1巡）    | 羽曳野ボーイズ                     | 2015年                 |
| 2018年 | 伊藤裕季也   | DeNA（2巡）          | 四日市ボーイズ                     | 2009年                 |
| 2018年 | 増田陸       | 巨人（2巡）          | 大阪福島リトルシニア               | 2015年                 |
| 2018年 | 野村大樹     | ソフトバンク（3巡）  | 枚方ボーイズ 大阪福島リトルシニア  | 2013年 2014年・2015年  |
| 2018年 | 渡邊佳明     | 楽天（6巡）          | 中本牧リトルシニア                 | 2010年・2011年         |
| 2018年 | 湯浅京己     | 阪神（6巡）          | 伊勢志摩ボーイズ                   | 2012年                 |
| 2018年 | 田宮裕涼     | 日本ハム（6巡）      | 佐倉リトルシニア                   | 2015年                 |
| 2018年 | 山下航汰     | 巨人（育成）         | 羽曳野ボーイズ                     | 2015年                 |
| 2019年 | 宮城大弥     | オリックス（1巡）    | 宜野湾ポニーズ                     | 2015年                 |
| 2019年 | 韮澤雄也     | 広島（4巡）          | 新潟リトルシニア                   | 2016年                 |
| 2019年 | 郡司裕也     | 中日（4巡）          | 千葉市リトルシニア                 | 2012年                 |
| 2019年 | 武岡龍世     | ヤクルト（6巡）      | 徳島ホークス                       | 2016年                 |
| 2019年 | 上間永遠     | 西武（7巡）          | 沖縄ダイヤモンドベースボールクラブ | 2014年                 |
| 2019年 | 中田惟斗     | オリックス（育成）   | 和歌山御坊ボーイズ                 | 2014年                 |
| 2019年 | 荒木翔太     | ソフトバンク（育成） | 熊本北リトルシニア                 | 2014年                 |
| 2019年 | 鶴見凌也     | オリックス（育成）   | 小山ボーイズ                       | 2016年                 |
| 2020年 | 渡部健人     | 西武（1巡）          | 中本牧リトルシニア                 | 2011年                 |
| 2020年 | 鈴木昭汰     | ロッテ（1巡）        | 土浦霞ヶ浦ボーイズ                 | 2013年                 |
| 2020年 | 五十幡亮汰   | 日本ハム（2巡）      | 東京神宮リトルシニア               | 2012年                 |
| 2020年 | 古川裕大     | 日本ハム（3巡）      | 久留米ボーイズ                     | 2013年                 |
| 2020年 | 山村崇嘉     | 西武（3巡）          | 武蔵府中リトルシニア               | 2015年・2017年         |
| 2020年 | 元山飛優     | ヤクルト（4巡）      | 生駒ボーイズ                       | 2012年・2013年         |
| 2020年 | 西川僚祐     | 千葉ロッテ（5巡）    | 佐倉リトルシニア                   | 2015年・2016年・2017年 |
| 2020年 | 仲三河優太   | 西武（7巡）          | 小山ボーイズ                       | 2016年・2017年         |
| 2020年 | 下慎之介     | ヤクルト（育成）     | 高崎ボーイズ                       | 2016年                 |
| 2020年 | 石川達也     | DeNA（育成）         | 中本牧リトルシニア                 | 2011年                 |
| 2020年 | 佐野如一     | オリックス（育成）   | 土浦霞ヶ浦ボーイズ                 | 2013年                 |
| 2020年 | 笠島尚樹     | 巨人（育成）         | 鯖江ボーイズ                       | 2017年                 |
| 2020年 | 木下幹也     | 巨人（育成）         | 世田谷西リトルシニア               | 2016年                 |
| 2020年 | 齊藤伸治     | 日本ハム（育成）     | 千葉市リトルシニア                 | 2012年・2013年         |
| 2020年 | 桑原秀侍     | ソフトバンク（育成） | 熊本中央ボーイズ                   | 2017年                 |
| 2020年 | 中村亮太     | ソフトバンク（育成） | 千葉市リトルシニア                 | 2012年・2013年         |
| 2021年 | 達孝太       | 日本ハム（1巡）      | 泉州阪堺ボーイズ                   | 2018年                 |
| 2021年 | 有薗直輝     | 日本ハム（2巡）      | 佐倉リトルシニア                   | 2016年・2017年・2018年 |
| 2021年 | 正木智也     | ソフトバンク（2巡）  | 世田谷西リトルシニア               | 2013年                 |
| 2021年 | 福永奨       | オリックス（3巡）    | 戸塚リトルシニア                   | 2014年                 |
| 2021年 | 羽田慎之介   | 西武（4巡）          | 東練馬リトルシニア                 | 2018年                 |
| 2021年 | 渡部遼人     | オリックス（4巡）    | 世田谷西リトルシニア               | 2013年                 |
| 2021年 | 花田侑樹     | 巨人（7巡）          | 府中広島2000                       | 2018年                 |
| 2021年 | 松浦慶斗     | 日本ハム（7巡）      | 旭川大雪ボーイズ                   | 2016年                 |
| 2021年 | 中川勇斗     | 阪神（7巡）          | 愛知尾州ボーイズ                   | 2017年                 |
| 2021年 | 吉川雄大     | 楽天（7巡）          | 広島ボーイズ                       | 2009年・2011年         |
| 2021年 | 京本眞       | 巨人（育成）         | 大淀ボーイズ                       | 2018年                 |
| 2021年 | 鈴木大和     | 巨人（育成）         | 札幌豊平ボーイズ                   | 2014年                 |
| 2022年 | 森下翔太     | 阪神（1巡）          | 戸塚リトルシニア                   | 2014年                 |
| 2022年 | 松尾汐恩     | DeNA（1巡）          | 京田辺ボーイズ                     | 2019年                 |
| 2022年 | 菊地吏玖     | ロッテ（1巡）        | 苫小牧中央ポニー                   | 2015年                 |
| 2022年 | 林琢真       | DeNA（3巡）          | 愛知瀬戸ボーイズ                   | 2015年                 |
| 2022年 | 澤井廉       | ヤクルト（3巡）      | 知多東浦リトルシニア               | 2015年                 |
| 2022年 | 井坪陽生     | 阪神（3巡）          | 八王子リトルシニア                 | 2019年                 |
| 2022年 | 山浅龍之介   | 中日（4巡）          | 東北楽天リトルシニア               | 2017年・2018年・2019年 |
| 2022年 | 清水叶人     | 広島（4巡）          | 高崎ボーイズ                       | 2019年                 |
| 2022年 | 濱将乃介     | 中日（5巡）          | 枚方ボーイズ 大阪福島リトルシニア  | 2013年 2014年・2015年  |
| 2022年 | 戸井零士     | 阪神（5巡）          | 松原ボーイズ                       | 2017年                 |
| 2022年 | 古賀康誠     | 楽天（育成）         | 北九州若松アンビシャス球団         | 2018年                 |
| 2022年 | 吉村優聖歩   | 巨人（育成）         | 熊本中央ボーイズ                   | 2017年                 |
| 2022年 | 木村光       | ソフトバンク（育成） | 橿原磯城リトルシニア               | 2015年                 |
| 2022年 | 西尾歩真     | ソフトバンク（育成） | 津ボーイズ                         | 2015年                 |
| 2022年 | 黒川凱星     | ロッテ（育成）       | 京葉ボーイズ                       | 2019年                 |
| 2022年 | 山本晃大     | 日本ハム（育成）     | 伊勢志摩ボーイズ                   | 2012年                 |
| 2023年 | 度会隆輝     | DeNA（1巡）          | 佐倉リトルシニア                   | 2015年・2016年・2017年 |
| 2023年 | 下村海翔     | 阪神（1巡）          | 宝塚ボーイズ                       | 2016年                 |
| 2023年 | 津田啓史     | 中日（2巡）          | 熊本中央ボーイズ                   | 2017年                 |
| 2023年 | 廣瀬隆太     | ソフトバンク（3巡）  | 世田谷西リトルシニア               | 2016年                 |
| 2023年 | 松田啄磨     | 楽天（5巡）          | 枚方ボーイズ                       | 2015年                 |
| 2023年 | 中島大輔     | 楽天（6巡）          | 和歌山御坊ボーイズ                 | 2014年・2016年         |
| 2023年 | 藤田悠太郎   | ソフトバンク（7巡）  | 糸島ボーイズ                       | 2018年・2019年         |
| 2023年 | 高見澤郁魅   | DeNA（育成）         | 浦和リトルシニア                   | 2019年                 |
| 2023年 | 庄司陽斗     | DeNA（育成）         | 仙台東部リトルシニア               | 2015年・2016年         |
| 2023年 | 近藤大雅     | DeNA（育成）         | 神戸甲南ボーイズ                   | 2019年                 |
| 2023年 | 尾田剛樹     | 中日（育成）         | ヤング神戸須磨クラブ               | 2013年・2014年・2015年 |
| 2023年 | 松石信八     | ロッテ（育成）       | 佐賀フィールドナイン               | 2019年                 |
| 2023年 | 佐倉俠史朗   | ソフトバンク（育成） | 球道ベースボールクラブ             | 2019年                 |
| 2023年 | 河野聡太     | オリックス（育成）   | 糸島ボーイズ                       | 2013年                 |